# André Marchand (pittore)
André Marchand (Aix-en-Provence, 10 febbraio 1907 – Arles, 1998) è stato un pittore francese.

## Biografia
Marchand iniziò a dipingere all'età di tredici anni, questo nonostante il categorico rifiuto della sua famiglia di fare dell'arte la sua professione. Nel 1926, Marchand andò a Parigi per coltivare il suo talento. Autodidatta, Marchand iniziò ad esporre le sue opere a Parigi nel 1932 al Salon d'Automne e dal 1933 al Salon des Indépendants. In quel tempo creò dipinti e figure fortemente realistici in paesaggi desolati, come Les Inconnus (1935-6). Dal 1933 al 1937, oltre a dipingere nature morte, Marchand eseguì una serie di disegni influenzati da Ingres e, in un secondo momento, quadri astratti. Nel 1937, Marchand vinse il Prix Paul-Guillaume. Le opere di Marchand sono esposte in vari musei d'arte contemporanea.